# Mercedes Sandoval de Hempel
Mercedes Sandoval de Hempel, född 1919, död 2005, var en paraguayansk advokat och feminist.
Hon blev en av landets första kvinnliga advokater. Hon grundade 1951 Liga Paraguaya de los Derechos de la Mujer, landets första långvariga kvinnoförening, och blev dess ordförande. Hon ledde sedan kampen för rösträtt fram till att kvinnor fick rösträtt 1961. Hon utarbetade den lag som 1992 introducerade jämlikhet mellan könen i landets civilkod. 